# Вальтер Ґізекінґ
Вальтер Вільгельм Ґізекінґ (5 листопада 1895 — 26 жовтня 1956) — німецький піаніст і композитор.

## Кар'єра
Народився у Ліоні, Франці. Син німецького лікаря та лепідоптеролога. Ґізекінґ вперше почав грати на фортеп'яно у віці чотирьох років. Його сім'я часто подорожувала, і він отримував приватну освіту.
З 1911 до початку 1916 навчався в Ганноверській консерваторії. Там його наставником був режисер Карл Леймер, з яким згодом він став співавтором нового фортеп'янного методу. Він вперше виступив як концертний піаніст в 1915 році, але був призваний у 1916 році і провів решту Першої світової війни в полковому оркестрі. Його перший концерт на фортеп'яно в Лондоні відбувся в 1923 році, створивши виняткову і стійку репутацію.
Під час Другої світової війни Ґізекінґ продовжував проживати в Німеччині, продовжуючи при цьому гастролювати Європою, і його звинуватили у співпраці з нацистською партією. За це його критикували піаністи Володимир Горовіц, який у книзі «Вечори з Горовіцем» називає Ґісікінґа «прихильником нацистів», а також Артур Рубінштейн, який розповів у своїй книзі «Мої багато років» про розмову з Ґісікінґом, у якій він заявив: «Я відданий нацист. Гітлер рятує нашу країну». Ґізекінґ виступав перед нацистськими культурними організаціями, такими як NS Kulturgemeinde, і «виявив бажання грати за фюрера». Разом з низкою інших німецьких художників, Ґісекінґ потрапив у чорний список у початковий післявоєнний період. Однак до січня 1947 року він був звільнений військовим урядом США дозволило йому відновити кар'єру, хоча його американське турне, заплановане на січень 1949 року, було скасовано через протести таких організацій, як Єврейська ліга проти наклепництва та Комітет американських ветеранів. Хоча були й інші акції протесту (наприклад, в Австралії та Перу), його американське турне 1949 року було групою концертів, фактично скасованих через протести. Він продовжував грати в багатьох інших країнах, і в 1953 році нарешті повернувся до США. Його концерт у Карнегі-Голі був розпроданий та прийнятий, і він був популярним як ніколи.
Завдяки своїм дарам природної техніки, ідеальної висоти звуку та надзвичайно гострої здатності до запам'ятовування Ґізекінґ зумів опанувати незнайомий репертуар за порівняно невеликий час. За методом Леймера він зазвичай вивчав нові твори без фортеп'яно. Наприклад, громадськості стало відомо, що він часто докладав нові твори на пам'ять, подорожуючи поїздом, кораблем чи літаком. Іноді, згідно з книгою Гарольда К. Шонберга «Великі піаністи» (1963), він навіть міг навчити напам'ять цілий концерт за один день.
Ґізекінґ мав дуже широкий репертуар, починаючи від різних творів Баха та основних творів Бетховена до концертів Рахманінова та більш сучасних творів таких композиторів, як Бузоні, Гіндеміт, Шенберґ та менш відомий італієць Петрассі. Він грав на прем'єрі фортеп'янного концерту Пфіцнера в 1923 році. Однак сьогодні він особливо запам'ятався записами повних творів на фортеп'яно Вольфганга Амадея Моцарта та двох французьких майстрів-імпресіоністів Клода Дебюссі та Моріса Равеля, практично всю сольну фортеп'янну музику він записав на LP для EMI на початку 1950-х (Моцарт та Дебюссі нещодавно були перевидані на компакт-диску), після того, як більшість із них записано для Колумбії в 1930-х і 1940-х роках, деякі з них також були перевидані на CD.
Виступ Ґісекінґа в 1944 р. з Імператорським концертом Бетовена, є одним з найперших стереозаписів після виконання тієї ж роботи в Колумбії в 1934 р. Бруно Вальтер диригував оркестром Віденської філармонії. У грудні 1955 р. Ґізекінґ отримав травми голови в аварії на автобусі поблизу Штутгарта, в якій загинула його дружина.
Його останнім звукозаписним проєктом став повний цикл фортеп'янних сонат Бетовена. Однак Ґісекінґ раптово захворів у Лондоні, записуючи «Пастирську» сонату Бетховена в ре-мажорній сонаті для фортеп'яно № 15 для HMV. Він виконав перші три частини, а наступного дня повинен був записати фінал рондо, але через кілька днів помер від післяопераційних ускладнень для полегшення панкреатиту. HMV випустив незавершений запис, і з тих пір випускаються записи Ґісекінґа, що грає всі фортеп'янні сонати Бетовена (за винятком тв. 54, який він ніколи не записував). Хоча деякі його виступи, особливо в прямому етері, могли бути зіпсовані неправильними нотами, найкращі виступи Ґісекінґа, як і на сеансах студійних записів, були практично бездоганними.
Паралельно з роботою Ґізекінґа як артиста-виконавця, він також був композитором, але навіть за життя його композиції були навряд чи відомі, і він не намагався надати їм публічності.

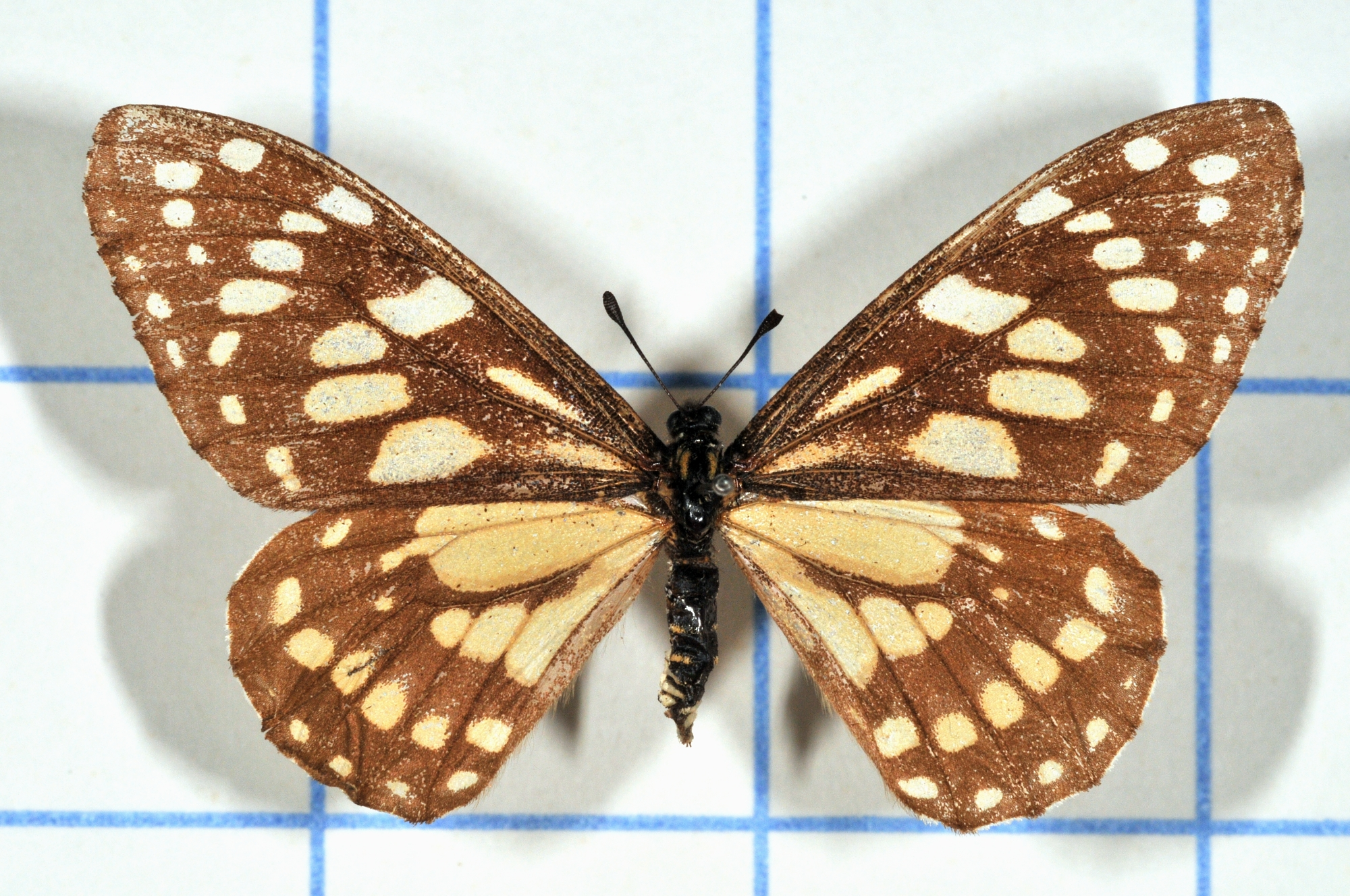
Baronia brevicornis з ряду. Ґізекінґ, музей Вісбаден, Німеччина

Оскільки батько Ґізекінґа заробляв на життя лепідоптерістом, Ґісекінґ також багато часу присвячував збиранню метеликів і молі. Його приватну колекцію можна побачити в природознавчій колекції музею Вісбадена.

## Композиції
- Музика Вальтера Ґізекінґа — Карен Генд (флейта та фортеп'яно), Nimbus Records, 2001